# Oshane Williams
Pour les articles homonymes, voir Williams.
Oshane Williams, né le 21 janvier 1994, à Montego Bay, est un coureur cycliste jamaïcain.

## Biographie
En 2013, Oshane Williams devient champion de Jamaïque sur route, alors qu'il est âgé de dix-neuf ans. La même année, il est sélectionné en équipe nationale pour disputer les championnats de la Caraïbe, à Curaçao. Il remporte ensuite deux nouveaux titres nationaux sur route en 2016 et 2017. 
En 2018, il représente la Jamaïque aux Jeux du Commonwealth dans la course sur route, le scratch et la course aux points. Il participe également aux championnats panaméricains sur route à San Juan. 

## Palmarès sur route

### Par année
- 2010
  - 2e du championnat de Jamaïque sur route juniors
- 2013
  -  Champion de Jamaïque sur route
  - MoBay Bike-A-Thon[6]
- 2014
  - Tour de Falmouth[7]
  - Hellshire Criterium
  - 2e du championnat de Jamaïque du contre-la-montre
  - 2e du championnat de Jamaïque sur route
- 2015
  - Blue Mountain Time Trial Series
  - Kingston To Mandeville Road Race[8]
- 2016
  -  Champion de Jamaïque sur route
- 2017
  -  Champion de Jamaïque sur route
- 2018
  - Blue Mountain Time Trial Series
- 2024
  -  Champion de Jamaïque du contre-la-montre

### Classements mondiaux
| Année            | 2014 |
| ---------------- | ---- |
| UCI America Tour | 105e |

## Palmarès sur piste

### Championnats nationaux
- 2015
  - 2e du championnat de Jamaïque de l'omnium
  - 2e du championnat de Jamaïque du kilomètre
  - 3e du championnat de Jamaïque de poursuite